# Marie-Thérèse Humbert
Marie-Thérèse Humbert (Quatre Bornes, 17 de julio de 1940) escritora de Mauricio.
Se mudó a Francia en 1968 y estudió en la Sorbona y la Universidad de Cambridge.
Fue candidata socialista en el departamento francés de Indre y en el gobierno municipal de Saint-Julien-de-Vouvantes.

## Obra seleccionada

### Novelas
- À l'autre bout de moi (1979), ganó el Grand prix des lectrices de Elle
- Le Volkameria (1984)
- Une robe d'écume et de vent (1989)
- Un fils d'orage (1992), ganó el Prix Terre de France
- La montagne des signaux (1994)
- Le chant du seringat la nuit (1997)
- Amy (1998)
- Comme un voile d'ombres (2000)

### Relatos cortos
- "En guise de préface" en Maurice, le tour de l'île en quatre-vingts lieux (1994)
- "Parole de femme" en Au tour des femmes (1995)
- "De la lumière, de l'amour et du silence", "Le tout ainsi, en vrac" y "Clopin-clopant" en Raymonde Vincent, 1908-1985, hommages (1995)
- "Adeline" in Tombeau du cœur de François II (1997)
- "La véritable histoire de notre mère Eve au Jardin d'Eden" en Elles, Histoires de femmes (1999)
- "Les galants de Lydie" en Une enfance outremer (2001)
- "Fraternité ; hommage au poète Édouard Maunick" en Riveneuve Continents, Invierno 2009-2010